# Гольтофт
Гольтофт (нем. Goltoft) — община в Германии, в земле Шлезвиг-Гольштейн. 
Входит в состав района Шлезвиг-Фленсбург. Подчиняется управлению Зюдангельн.  Население составляет 226 человек (на 31 декабря 2010 года). Занимает площадь 3,09 км².